# Мастопатия
Мастопатия (на гръцки: mastos – гърда; на гръцки: pathos – болест), още фиброкистична болест, е фибро-кистозно, доброкачественно заболяване на млечната жлеза, което се характеризира с разрастване на тъканите, болки и патологична секреция.
Мастопатията е известна отпреди повече от сто години и си остава най-разпространеното заболяване на млечната жлеза при жените. По статистически данни, мастопатията засяга около 60% от жените на възраст между 30 и 50 години.